# Abe Maszao
Abe Maszao ( Abe Masao 阿部正雄, 1915 – 2006. szeptember 10.) japán filozófus, egyetemi professzor. Évtizedeken keresztül képviselte a buddhizmust a vallásközi vitákban és konferenciákon.
D. T. Suzuki 1966-os halálát követően főként Abe Maszao reprezentálta a zen buddhizmust Európában és Észak-Amerikában. A tanításain, írásain és a konferenciákon való részvételein keresztül széles közönségnek közvetítette a zen világnézetét és a kiotói iskola filozófiáját.

## Élete
Abe Maszao 1915-ben született Oszakában. Szülei hat gyermekéből harmadikként jött a világra. Apja orvos volt. Anyja volt az egyetlen a családban, aki vallást gyakorolt, név szerint Sinran dzsódó sin buddhizmusát.
Abe filozófiát és vallástudományt akart tanulni a Kiotói Egyetemen, azonban családja azt akarta, hogy az üzleti világban építsen karriert. Így egyetemi hallgatóként a mai Oszaka Városi Egyetemen tanult közgazdaságtant és jogot. Egy barátja buzdítására az egyetemen Sinran Tannisó című szövegét olvasta, amelyből későbbi elmondása szerint megértette, hogy a „saját erő” hasztalan és az egyetlen remény a megváltásra a „más erő”, hit Amida buddha dicsőségében. Azt is megértette azonban, hogy ez a dicsőséget követő élet magával vonja az önközpontú tervezésről való lemondást. Abe úgy érezte nem tudja félretenni az ego-énjét, és életében először tapasztalta meg a feszültséget a Buddha és az ego között, vagy más kifejezéssel az Isten és az önnön való kettősségét. Ez az aggodalom egy nagyon személyes szellemi kutatásra vezette Abét, amely később meghatározza az életét és a munkásságát.
A diploma után Abe a Kiotói Egyetemre akart menni buddhizmust tanulni, azonban családi nehézségek miatt egy kóbei kereskedelmi cégnél vállalt munkát, ahol négy évig dolgozott. Ezekre az évekre az értelmetlenség érzete nyomta rá bélyegét. Abét úgy meggyötörte az értelmetlenség és jelentéktelenség érzete, hogy úgy érezte élőholtak közt van. Hogy kiutat találjon úgy döntött, nyugati filozófiát fog tanulni. Kilépett munkahelyéről és 1942 áprilisában elment a Kiotói Egyetemre, ahol Tanabe Hadzsime szárnyai alatt tanult, akire szintén hatással volt a dzsódó sin buddhizmus. Érdekelte Platón, Szent Ágoston, Hegel, Kierkegaard és különösen Kant. Az egyetemen eltöltött évei alatt találkozott Hiszamacu Sin-icsivel, a Kiotói Egyetem professzorával, aki közismerten elhivatott zen buddhista volt. Hiszamacu tisztán kijelentette, hogy Sinran dzsódó sin tanítása, amelyben Amida buddha imádatáról beszél egy alacsonyabb szintű formája a buddhizmusnak és az igaz buddhizmus a „formátlan” Buddha álláspontja. Továbbá azt is, hogy a formátlan Buddha nem valami, amiben az ember hisz. A valódi buddhizmus inkább ráébredés erre a formátlan Buddhára, mint az ember saját igaz valója.
Egy alkalommal Abe megosztotta a vallásos élet és saját egocentrikussága között feszülő ellentétről szóló aggodalmait Hiszamacuvel. Abe a saját önző szenvedélye okozta konfliktussal fordult Hiszamacuhoz. Erre Hiszamacu azt válaszolta: „Maga a gondolat, hogy vannak önző szenvedélyek egy önző szenvedély.” Abe megértette, hogy van egy még mélyebben megbúvó fundamentális alap a Buddha és az ego közti dualizmusnál. Egy olyan alap, amelyben felümelkedünk ezen a dualizmuson, és megszabadulunk mindenféle dualisztikus nézettől. Abe képtelen volt elfogadni ezt az álláspontot és szakadatlan folytatott vitát Hiszamacuvel. Abe nem volt kész feladni dzsódó sin buddhista vallásosságát. Valójában ebben az időben a Kiotói Egyetemen megtapasztalta Amida Buddha dicsőségét. Ahogy Abe megfogalmazta, felismerte, hogy a hittel való küzdelem közepette csak szaladni tudott Amida Buddha felé, és megértette, hogy Amida Buddha nem valami, amihez el kell jutni. Ugyanis Amida mindvégig vele volt. Abe azt mondta, abban a pillanatban ledobta magát a padlóra és zokogott hálájában. Hálát érzett Amida jelenlétéért és dicsőségéért, hogy elfogadta őt ahogy van, a szenvedéllyel és az egoval együtt. Amikor Abe megosztotta ezt az élményét Hiszamacuvel, a professzor nagyon boldog volt és soha többet nem kérdőjelezte meg Abe dzsódó sin nézeteit.
Abe úgy érezte bármit képes befogadni újonnan felfedezett hitével, kivéve Hiszamacu Sin-icsit. Hiszamacu lényében saját hitével való egyenlőtlenségét látta. Így rákényszerült, hogy megvizsgálja kinek az álláspontja igaz, Hiszamacué, vagy a sajátja. Ebben az időben, 1951 decemberében egy intenzív lelkigyakorlat alatt, amit a kiotói Mjósindzsi rinzai zen kolostor Reiun-in templomában tartottak Abe előre ugrott ülőpárnájáról és úgy rontott Hiszamacu irányába mintha meg akarná támadni. Társai annyira megijedtek, hogy egyből felugrottak megvédeni tanítójukat. Ahogy Abe átküzdötte magát Hiszamacuig, ő mozdulatlan maradt és hallgatott. Végül Abe ki tudott szabadulni és megragadta Hiszamacut. Hiszamacu kiszabadította egyik kezét és Abe homlokára helyezte. Majd Abe elkiáltotta magát: „Az az igazi való!?” Hiszamacu így válaszolt: „Igen, az az igazi való.” „Köszönöm” – válaszolta Abe, majd meghajolt és elhagyta a szobát. Ugyanezen az estén, a teaszünet alatt Abe visszatért, odament Hiszamacuhoz és elkeze a fejét paskolni. A Hiszamacu mellett ülő azt mondta: „Csak ennyit tudsz?” Hiszamacu annyit mondott: „Csináld még!” Abe minden erejéből rávert, de Hiszamacu csak nyugodtan nevetett. Ez az eset meghatározó volt Abe spirituális utazásában, ugyanis felfedezte Hiszamacu álláspontjának sérthetetlenségét.
A Reiun-inben tartott egy másik téli lelkigyakorlaton, Abe számára fokozatosan vált tisztává, hogy a hitében még mindig megmaradt az ego alkotóeleme. Hogy megpróbáljon tőle megszabadulni, Abe hirtelen kitört a sétálva meditálók sorából és a templom pár méterrel arrébb lévő kútjához rohant. Jéghideg vízzel megtöltött egy vödröt és azon volt, hogy egy elkeseredett próbálkozásként kidobja, hogy kidobjon minden saját magából. Még akkor is tudatában volt, hogy a többiek furcsa szemmel néznek rá. Képtelen volt magát visszafogni, felkiáltott: „Ez mind hazugság!” és leöntötte magát a vízzel. Ez az eset azt a pontot jelöli Abe spirituális utazásában, amikor felismerte, hogy minden dolog hamis. Még a dzsódó sin hite is, amelyben addig élt összeomlott. Az abszolút nihilizmus állapotába lépett. Ebből a nihilisztikus álláspontból természetesen bontakozott ki Abe vallási problémájának végső formája.
Abe az Isten vagy a Buddha álarca mögött ólálkodó ördög problémáján kezdett elmélkedni. A Buddha álarca mögött az ördög szemei fénylenek. Ez a saját magán belüli kettősség okozta Abe problémáját. A magát Buddhának tettető ördögi önzőségben gyökerezett, hogy korábban képtelen volt az Amida iránti egyöntetű hitre, hogy a hit megragadása után is hiányérzete volt és a hite összeomlását követő nihilizmus is. Abe az ördög önmegvalósításának hívta; a felismerés, hogy az ördög munkáját végezte a hit nevében. Abe tisztában volt vele, hogy egy valóban pozitív álláspontot kell találnia, de nem tudta miként tegye. Részt vett számos lelkigyakorlaton, ahol zazent gyakorolt és még kóan gyakorlatot is végzett. Azonban a teljes felszabadulást csak később lelte meg. Egy találkozása alkalmával megosztotta gondolatait Hiszamacuvel. Elárulta neki, hogy habár sokféle módszert megpróbált, nem tudja hol kéne állnia. Erre Hiszamacu azt felelte neki: „Állj pontosan arra a helyre, ahol nincs hova állni.” Abe felismerte a formátlan igazi önvalót. Abban a pillanatban az ego utolsó maradványa is elhullt és Abe felismerte saját formátlan igaz önvalójának határtalan kiterjedését. Már nem volt többé ördög és a Buddha nyomai is eltűntek. Ezt a ráébredést, és az azt megelőző vívódást Abe későbbi gondolatai és munkássága alapjának lehet tekinteni.
Abe az Egyesült Államokba utazott, ahol 1955 és 1957 között nyugati filozófiát és keresztény teológiát tanulni a Columbia Egyetemen és a New York-i Union Theological Seminaryn, ahol megismerkedett a vezető nyugati filozofikus és keresztény gondolkodókkal. Részt vett Reinhold Niebuhr, Paul Tillich és D. T. Suzuki előadásain. Később számos felsőoktatási intézményben vendégelőadóként tanított. A New York-ban töltött két év nagy hatással volt fejlődésére, és közeli kapcsolatot alakított ki D. T. Suzukival. Ez az időszak megalapozta a későbbi majd három évtizeden át tartó részvételét a vallásközi vitákban.
Tanulmányai befejeztével a Kiotói Női Egyetemen (1946–1948) és a Ótani Egyetemen (1948–50) kezdte tanári pályafutását. Majd a Nara Oktatási Egyetemen (1952–1980) kapott állást, amely fő munkahelyének tekinthető. Tanított a Kiotói Egyetemen (1955–1958) és a Hanazono Egyetemen (1964–1980) is. Japánon kívül is számos intézményben tanított. Többek között a Columbia Egyetemen (1965 ősz), a Chicagói Egyetemen (1969 tavasz), a Redlands Egyetemen (1973 január), a Carleton Egyetemen (1974 tavasz) és a Princetoni Egyetemen (1977 ősz–1979 tavasz).1980-ban nyugdíjba vonult és az Egyesült Államokba költözött, hogy még intenzívebben foglalkozhasson többek közt a buddhisták és a keresztények közti dialógusokkal. Ezek után még 14 éven keresztül hat amerikai egyetemen tartott előadásokat, köztük a Hawaii Egyetemen.
Abe erőfeszítései a tanulásban, a tanításban, az írásban és a konferenciákon való részvételben nem maradtak észrevétlenül. Akadémiai eredményeinek elismeréseként, 1988-ban Abe a japán kormány kitüntetésében részesült. 

## Munkássága
A tanításon és a konferenciákon való részvételen kívül Abe jelentős hatás gyakorolt az írásain keresztül. Kimerítően írt a zen buddhizmusról, különösképp Dógenről és a japán buddhizmustörténelmének legnagyobb gondolkodóiról. Különféle szövegeket szerzett a buddhizmus más oldalairól és Nisida Kitaró filozófiájáról is. Legtöbb irománya a nyugati filozófiával és vallással párbeszédben született, ahogy azt a számos szöveg tükrözi, amelyeket például Kantról, Kierkegaardról, Marxról, Nietzchéről, vagy Heideggerről írt.
Abe kitartott amellett, hogy a keresztények nem fogják tudni megérteni a zen buddhizmust, amíg nem néztek szembe az önvaló problémájával a saját életükben. Abe számára minden embernek át kell mennie egy válságon, amely az ego-én lebomlásához vezet. Ez az összeomlás azonban felszabadulást hoz magával. De még a felszabadulás élménye is képes a megkülönböztetés nyomait megőrizni; így ezt a megkülönböztetést is ki kell üríteni. A konklúzió mindenképpen paradox.
Abe megjegyezte, hogy a 20. század közepén az ateizmus, a vallásellenző ideológiák és a nihilizmus erőteljesen támadták a vallás minden formáját. Úgy hitte a technológia és tudományok fejlődésének módja kárt tett az ember természethez fűződő kapcsolatában. Abe a posztmodernitás jelentéséről is nyilatkozott, mikor az önvaló modern európai konstrukciójának összeomlását magyarázta.
Éveken keresztül Abe dialógust folytatott John B. Cobb Jr.-ral. Abe Paul Tillich állítását idézte, hogy a lét ontológiai érvényességben megelőzi a nemlétet, ahogy azt a nemlét szó indikálja. Abe szerint, mint a legtöbb nyugati filozófus Tillich kritika nélkül elfogadja, hogy a létnek elsőbbsége van, feljebb való és alapvetőbb, mint a nemlét. Tillich azon állításával szemben, hogy Isten maga a Lét, Abe az abszolút semmiség fontosságát hangsúlyozta, amely felülemelkedik a lét és nemlét polaritásán.
Azonfelül, hogy értekezett a zen és keresztény gondolkodás közti radikális különbségekről, Abe előterjesztette a saját vallásközi hermeneutikáját. A mahájána buddhizmus logikáját alkalmazta a Biblia szövegrészleteire. A súnjata jelentéséről is elmélkedett a zsidókkal és keresztényekkel való találkozásainak fényében. Míg a keresztények „Krisztusban” élnek és bizonyos módon eggyé válnak vele, Abe egy alapvetőbb identitást lát a zenben. A zen esszenciája nem Krisztussal vagy a Buddhával, hanem az ürességgel való azonosulás. „A súnjata mindent kiürít, beleértve önmagát. Vagyis az abszolút kiürítés puszta tevékenysége maga a súnjata.” 
Abe szemében az emberi szabad akaratot foglyul ejtette a karma, az avidjá és a vak erőfeszítés. Abe azonban bízik a zen meditáció erejében, hogy átváltoztatja ezt az állapotot. A dhjána, meditáció útján az ember képes felszabadulni belőle és a határtalan nyíltságra ébredni, a súnjatára.

## Válogatott művei

### Szerző
- Zen and Western Thought (London: Macmillan; Univ.of Hawaii 1985), edited by William R. LaFleur, with foreword by John Hick
- A Study of Dōgen. His Philosophy and Religion (SUNY 1992), a collection of his articles edited by Steven Heine
- Buddhism and Interfaith Dialogue (Univ.of Hawaii 1995), a collection of his articles edited by Steven Heine (ISBN 0-8248-1751-6)
- Zen and Comparative Studies (Univ.of Hawaii 1997), a collection of his articles edited by Steven Heine (ISBN 0-8248-1832-6)
- Zen and the Modern World (Univ.of Hawaii 2003), a collection of his articles edited by Steven Heine
- "Buddhism" at 69-137, in Our Religions. The seven world religions introduced by preeminent scholars from each tradition, edited by Arvind Sharma (HarperOne 1994)

### Együttműködések
- The Emptying God: A Buddhist-Jewish-Christian Conversation (Maryknoll, NY: Orbis Press 1990), edited by John B. Cobb, Jr., and Christopher Ives (ISBN 0-88344-670-7). Reprint 2005 by Wipf and Stock, Eugene, Oregon
- Divine Emptiness and Historical Fullness. A Buddhist-Jewish-Christian Conversation with Masao Abe (Valley Forge: Trinity Press 1995), edited by Christopher Ives
- Masao Abe. A Zen Life of Dialogue (Boston: Charles E. Tuttle 1998), edited by Donald W. Mitchell

### Szerkesztő vagy fordító
- Szerkesztette: A Zen Life. D. T. Suzuki Remembered (Boston: Charles E. Tuttle 1998)
- Közös fordítás Richard DeMartinoval: Hisamatsu Shin'ichi, "The Characteristics of Oriental Nothingness", in Philosophical Studies of Japan (Tokyo 1960), 2: 65-97.
- Közös fordítás Christopher Ives-vel: Kitaro Nishida, An Inquiry into the Good (Yale Univ. 1990), of Zen no kenkyū, introduced by Abe
- Közös fordítás Norman Waddell-lel: Dōgen, The Heart of Dōgen's Shōbōgenzō (SUNY 2002), from work published in The Eastern Buddhist (Kyoto 1971-1976), as edited by D. T. Suzuki